# Noel O’Flynn
Noel O’Flynn (* 1. Dezember 1951 in Blackpool, Cork) ist ein irischer Politiker (bis 2015: Fianna Fáil, seit 2024 Independent Ireland). Von 1997 bis 2011 war er Teachta Dála (Abgeordneter) im Dáil Éireann, dem irischen Unterhaus.

## Leben
O’Flynn machte seinen Abschluss am Regional Technical College in Cork. 1985 machte er sich mit einem Maschinenbauunternehmen selbstständig, das Kupplungen und Bremsen für Nutzfahrzeuge herstellte. 
1991 bis 2003 war er gewähltes Mitglied im Cork City Council.
Er trat erstmals bei den Wahlen zum Dáil Éireann 1997 im Wahlkreis Cork North-Central für die Fianna Fáil an. Er wurde auf Anhieb gewählt und konnte bei den Wahlen 2002 und 2007 wiederholen.
Nach Auseinandersetzungen mit Taoiseach Brian Cowen und Micheál Martin kandidierte er bei den Wahlen 2011 nicht mehr. 2015 erklärte er schließlich seinen Austritt aus der Fianna Fáil nach weiteren Auseinandersetzungen mit Micheál Martin. 
Noel O’Flynn ist mit Frances O’Keeffe verheiratet und hat mir ihr drei Kinder. 
Der Sohn Gary O’Flynn, ein Rechtsanwalt (Barrister), der für Noel O’Flynn 2003 in den Cork City Council nachrückte, wurde 2013 wegen Beteiligung an einem Tötungsdelikt angeklagt und zunächst zu einer dreijährigen, später zu einer fünfjährigen Haftstrafe verurteilt. 
Sein Sohn Kenneth, der von 2008 bis 2024 Mitglied im Cork City Council war, kandidierte erfolgreich bei den Wahlen 2024 für die Partei Independent Ireland. Noel O’Flynn trat ebenfalls in die Partei ein und rückte für Kenneth in den Cork City Council nach.